# ولي العهد (لقب إسلامي)

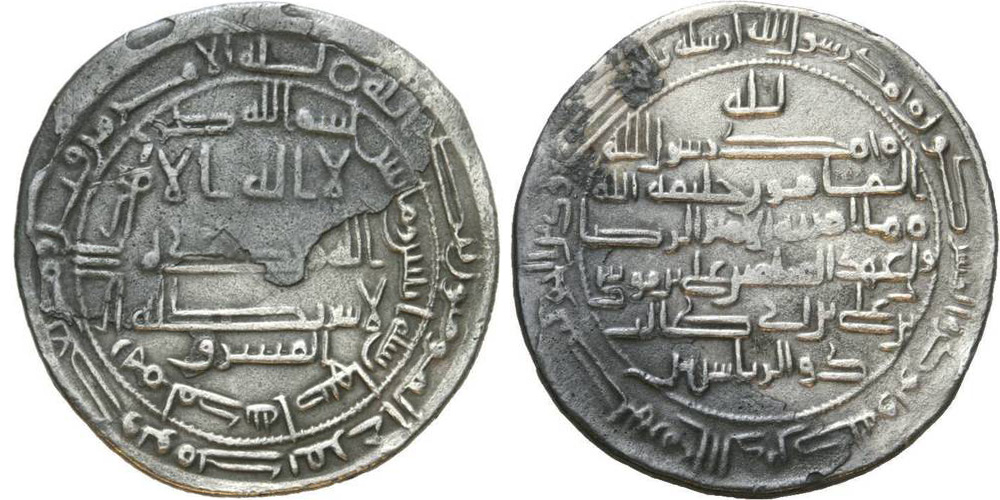
درهم فضي، ضُرب في أصفهان عام 817 م، نقلاً عن المأمون خليفةً وعلي الرضا ولي عهد المسلمين

ولي العهد هو المصطلح العربي والإسلامي للوريث المعين للحاكم أو ولي العهد.

## أصل العنوان
ظهر اللقب في الخلافة المبكرة، ويمكن إرجاعه إلى حوالي ق. 715. العنوان نفسه غامض، حيث يمكن أن يعني مصطلح الولي كل من "السلف" أو "الخليفة"، والنطاق الدقيق لكلمة "العهد" وهي الوصية، يمكن تفسيره على أنه عهد الله مع البشرية ككل، أو عهد الخليفة السابق، أو عهد الأمة الإسلامية. ومن المؤكد أن الخلفاء الأمويين (661-750) فضلوا تفسيرًا أكثر إطلاقية، حيث قالوا أنهم حصلوا على تفويض مستمد مباشرة من الله، من خلال موقعهم كورثة للنبي محمد. بحلول أربعينيات القرن الثامن الميلادي، يظهر: ولي عهد المسلمين، وولي عهد المسلمين والمسلمات كلقبان قيد الاستخدام، إما بمعنى قيام المجتمع الإسلامي بتعهد الولاء للوريث المعين، أو أن الوريث هو خليفة العهد مع المجتمع الإسلامي. وقد تم تأسيس هذا المصطلح باعتباره اللقب المعتاد لولي العهد في عهد الخلفاء العباسيين الأوائل (750-1258).

## ممارسة التعيين
يعود أصل هذه الممارسة إلى ما قبل الإسلام، حيث كان اختيار الخليفة في القبائل العربية. وفي العصر الإسلامي، اكتسبت هذه الممارسة القديمة شرعية جديدة عندما رشح الخليفة الأول أبو بكر الصديق خليفته الخليفة عمر. وبدوره، رشح عمر لاحقًا مجموعة من المسلمين البارزين لاختيار واحد منهم خلفًا له. أما في العصر الأموي، فقد كان توريثًا للابن، وأول من صنع ذلك كان الخليفة الأموي الأول، معاوية بن أبي سفيان، الذي اختار ابنه، يزيد بن معاوية؛ رغم قيام جدل كبير حول هذا القرار مثل معركة كربلاء، وثورة الزبيريين خاصةً أن صلح الحسن اشترط إعادة الخلافة شورى إلا أنه ساد مبدأ الوراثة بعد ذلك، على الرغم من أنه في بعض الأحيان كان من الممكن اختيار الأخ بدلًا من ذلك، أو ترشيح العديد من الأبناء كوارثين أول وثاني؛ على الرغم من أن الممارسة الأخيرة عادةً ما تؤدي إلى نزاعات على الخلافة. وفي الفقه السني، فإن اختيار الخليفة وفعل التعيين هو من اختصاص الخليفة أو الحاكم مطلقًا؛ فقسم الولاء المقدم للوريث الجديد يؤكد مكانته، ولكنه ليس شرطًا أساسيًا لشرعيته.
وقد تجلى هذا الوصف بالعهد. في العصر الأموي، كان هذا الأمر غير رسمي نسبيًا، وغالبًا ما كان يتم الإعلان عن تعيين ولي العهد فقط بعد وفاة الخليفة الحالي؛ وكانت تتلوه ثورات من مختلف المناطق، خاصةً الحجاز والعراق. وفي العصر العباسي، أصبح هذا الأمر رسميًا ومعقدًا بشكل متزايد، ويستحق احتفالًا خاصًا، حيث يتلقى الوريث الجديد المعين أيضًا قَسَم الولاء من المحكمة المجتمعة، وقد يُعطى خلعة. وبعد ذلك حصل على شارته الخاصة ولقب ملكي مثل شرف الدين أو الآمر بالله، وكان يُذكر به في صلاة الجمعة، وعلى الرايات، وعلى العملات، إلى جانب الخليفة. إذا كان الوريث المعين لا يزال قاصرًا، فيحصل على معلم، ثم يُرسل لاحقًا لحكم إحدى المقاطعات من أجل اكتساب الخبرة. في أوائل العصر العباسي، كان الورثة يشغلون منصب الوصي أثناء غياب الخلفاء عن بغداد.

## الاستخدام اللاحق
استُخدم هذا اللقب من العديد من الدول الإسلامية في العصور الوسطى، مثل الخلافة الفاطمية ، والإمبراطورية السلجوقية، وسلالة البويهيين، ومصر المملوكية، وفي الأندلس. بشكل فريد، في عام 1013، قام الخليفة الفاطمي الحاكم، الذي جمع في شخصه أيضًا منصب إمام الإسماعيلية في الإسلام، بفصل خلافته إلى قسمين: عيَّن ابن عمه عبد الرحيم بن إلياس ولي عهد المسلمين ووريث الخلافة، بينما عيَّن ابن عم آخر، أبو هاشم العباس بن شعيب، وريثًا للإمامة الإسماعيلية، بلقب ولي عهد المؤمنين، وبالتالي فصل حكومة الدولة الفاطمية عن دين الدولة الإسماعيلي حتى ذلك الحين. وبعد اغتيال الحاكم عام 1021، هُمش الوريثان، واتحدت الخلافة والإمامة في شخص الظاهر، وهو ابن الحاكم.
وفي العصر الحديث، أُحييَ المصطلح للإشارة إلى أولياء العهد في العديد من الدول، مثل إيران البهلوية والقاجارية، والمملكة العربية السعودية، والأردن، وقطر، والبحرين.

## طالع أيضًا
- ولي العهد
- شهزاده